# Liên đoàn bóng đá Somalia
Liên đoàn bóng đá Somalia (tiếng Somalia: Xiriirka Soomaaliyeed ee Kubadda Cagta; tiếng Ý: Federazione calcistica della Somalia; tiếng Ả Rập: اتحاد الصومال لكرة القدم; SFF) là tổ chức quản lý, điều hành các hoạt động bóng đá ở Somalia. Liên đoàn quản lý đội tuyển bóng đá quốc gia Somalia, tổ chức các giải bóng đá như vô địch quốc gia và cúp quốc gia. Liên đoàn bóng đá Somalia gia nhập FIFA năm 1960 và CAF năm 1968.